# Coop Troop
Coop Troop ist eine britische, computeranimierte Fernsehserie von Colin Williams und Alex T. Smith. produziert wird sie von Sixteen South und Mikros Animation.

## Handlung
Im Zentrum der Handlung stehen das Kaninchen Maggie, das Huhn Flo, das Schwein Clive, das Lamm Billy und das Ei Jo, die gemeinsam das Coop-Troop-Team bilden. In jeder Folge erhalten sie über ihr rotes Telefon einen Hilferuf und machen sich daraufhin auf den Weg, ein Tier in Not zu retten. Mit einem zum Fahrzeug umgebauten Hühnerstall, der gleichzeitig als Einsatzzentrale dient, fahren sie jeweils zum Einsatzort.

## Hintergründe
Die Serie ist eine Kooperation zwischen der Produktionsfirma Sixteen South, die verschiedene Kinder-Fernsehserien produziert, und der Firma Mikros Animation, die seit 2015 zu Technicolor gehört.
Die Serie feierte ihre Premiere auf dem Festival d’Animation Annecy im Jahr 2022. Laut Colin Williams, dem Creative Director bei Sixteen South, ist Coop Troop eine Hommage an die klassischen Fernsehserien der 1970er und 1980er Jahre, wie z. B. Das A-Team. Dies lässt sich mit etwas Fantasie, sowohl in der Auswahl der unterschiedlichen Charaktere, als auch in der Handlung der Folgen erkennen.

## Hauptcharaktere
- Kaninchen Maggie ist etwas hyperaktiv und geht immer an das Telefon.
- Huhn Flo ist die Anführerin und Erfinderin.
- Schwein Clive ist sehr eitel und lebensfroh.
- Lamm Billy ist sehr schüchtern und einfühlsam.
- Ei Jo schlüpft in verschiedene Rollen.

Quelle:

## Episodenliste
Die folgenden Episoden wurden bislang in Deutschland ausgestrahlt:
| Nummer | Deutscher Titel                   | Originaltitel                       | Erstausstrahlungsdatum (DE) |
| ------ | --------------------------------- | ----------------------------------- | --------------------------- |
| 1      | Der Strickinator                  | All’s Shell That Ends Shell         | 25. März 2025               |
| 2      | Mission Fisch                     | Gone Fishing                        | 25. März 2025               |
| 3      | Operation Sofazoff                | The Purrfect Spot                   | 26. März 2025               |
| 4      | Albert dreht am Rad               | Aerobic Albert                      | 26. März 2025               |
| 5      | Monster-Alarm                     | The Animauville Horror              | 27. März 2025               |
| 6      | Ein Hauch von Kunst               | A Taste for Art                     | 27. März 2025               |
| 7      | Formel Fred                       | Carfish                             | 28. März 2025               |
| 8      | Das warst du, Kakadu!             | It Takes Cockatoo to Tango          | 28. März 2025               |
| 9      | Der Hase auf dem heißen Blechdach | Rabbit on a Hot Tin Roof            | 29. März 2025               |
| 10     | Der verschwundene Panzer          | Lost in the Mail                    | 29. März 2025               |
| 11     | Operation Herzblatt               | Puppy Love                          | 30. März 2025               |
| 12     | Bertha-Superstar                  | Bertha’s Hero Moment                | 30. März 2025               |
| 13     | Eingesperrt                       | Fenced In                           | 31. März 2025               |
| 14     | Hofhund Bertha                    | Working Dog                         | 31. März 2025               |
| 15     | Alles Magie!                      | One Of Our Chew Toys Is Missing     | 01. April 2025              |
| 16     | Gefahr in der Luft                | A Whiff of Danger                   | 01. April 2025              |
| 17     | Wo ist Jo?                        | Down The Hatch                      | 02. April 2025              |
| 18     | Manche mögen’s heiß               | Too Hot to Handle                   | 02. April 2025              |
| 19     | Operation flüchtiger Welpe        | Mac Takes a Walk                    | 03. April 2025              |
| 20     | Der Liebesbeweis                  | Agnes & Reggie Forever              | 03. April 2025              |
| 21     | Ein Fall von Schluckauf           | The Case of the Hiccups             | 04. April 2025              |
| 22     | Das Chamäleon-Rätsel              | The Three Labours of the Coop Troop | 04. April 2025              |
| 23     | Mission Mäusejagd                 | Prince of Darkness                  | 05. April 2025              |
| 24     | Auto-Flo                          | Communication Breakdown             | 05. April 2025              |
| 25     | Operation Hickhack                | Goosebumps                          | 06. April 2025              |
| 26     | Der falsche Prinz                 | Prince and the Squatter             | 06. April 2025              |
| 27     | Mission Dingsbumms                | The Alien Encounter                 | 07. April 2025              |
| 28     | Hühnerstall Royal                 | Coop Deluxe                         | 07. April 2025              |
| 29     | Die verwehten Tiere               | Windy Troopers                      | 09. April 2025              |
| 30     | Die Fuchsfalle                    | Booby Trapped                       | 09. April 2025              |
| 31     | Jo, der Überflieger               | Jo the Trooper                      | 10. April 2025              |
| 32     | Party-Animals                     | Party Animals                       | 10. April 2025              |
| 33     | Einsatz für Esther                | And Esther Makes Six                | 11. April 2025              |
| 34     | Märchenprinz gesucht              | Fairytale Dreams                    | 11. April 2025              |
| 35     | Kein großer Akt                   | The Simple Job                      | 12. April 2025              |
| 36     | Das große Rennen                  | The Great Race                      | 12. April 2025              |
| 37     | Eine Frage der Balance            | County Fair                         | 13. April 2025              |
| 38     | Rennfahrerfuchs Frankie           | Frankie Boy Racer                   | 13. April 2025              |
| 39     | Bauer unter Hypnose               | Chicken Farmer                      | 14. April 2025              |
| 40     | Mission gelöste Zunge             | Tongue Tied                         | 14. April 2025              |
| 41     | Und Action!                       | The Perils of Prince                | 15. April 2025              |
| 42     | Ein haariger Fall                 | Shear Terror                        | 15. April 2025              |
| 43     | DJ Elvis                          | Boom Boom Elvis                     | 16. April 2025              |
| 44     | Der Knochenkampf                  | Give The Dog a Bone                 | 16. April 2025              |
| 45     | Der neue Sheriff                  | New Sheriff                         | 17. April 2025              |
| 46     | Cornelius, der Krankenpfleger     | The Nurse                           | 17. April 2025              |
| 47     | Albert in Angst                   | No Place Like Gnome                 | 18. April 2025              |
| 48     | Schlafwandelnd ins Chaos          | Sleepwalking to Disaster            | 18. April 2025              |
| 49     | Trubel auf dem Bauernhof          | Welcome to the Funny Farm           | 19. April 2025              |
| 50     | Fuchs im Hühnerstall              | Fox in the Hen House                | 19. April 2025              |
| 51     | Ein Vogel macht die Fliege        | Christina and the Crows             | 20. April 2025              |
| 52     | Mission Schnapp den Panzer        | The Shell Game                      | 20. April 2025              |

## Synchronisation
Die Synchronisation übernahm die Elbgorilla Synchro GmbH in Hamburg
| Sprecher               | Rolle  |
| ---------------------- | ------ |
| Carlotta Josefine Pahl | Billy  |
| Tetje Mierendorf       | Clive  |
| Freya Trampert         | Flo    |
| Elise Eikermann        | Maggie |
| Len Bartens            | Max    |
| Amina Gaede            | Betty  |
| Amina Gaede            | Mac    |
| Jörn Linnenbröker      | Albert |
| Katja Keßler           | Esther |